# 渭清市
渭清市是越南后江省省莅。处在湄公河三角洲地区，距离胡志明市约170公里。

## 地理
渭清市东接渭水县，西接坚江省塸槁縣，南接隆美县，北接渭水县和坚江省𡊤槤縣。

## 历史
2003年5月12日，火榴社析置第七坊。
2003年11月26日，芹苴省分设为后江省和芹苴市，渭清市社划归后江省管辖并成为后江省莅。
2006年10月27日，火进社析置新进社。
2009年12月15日，渭清市社被评定为三级城市。
2010年9月23日，渭清市社改制为渭清市。
2019年12月19日，渭清市被评定为二级城市。

## 行政区划
渭清市下辖5坊4社，市人民委员会位于第一坊。
- 第一坊（Phường I）
- 第三坊（Phường III）
- 第四坊（Phường IV）
- 第五坊（Phường V）
- 第七坊（Phường VII）
- 火榴社（Xã Hỏa Lựu）
- 火进社（Xã Hỏa Tiến）
- 新进社（Xã Tân Tiến）
- 渭新社（Xã Vị Tân）

## 交通
渭清市境内国道61和河流穿梭而过。没有机场与铁路，但有公路与外界连接。公路可以通往胡志明市以及其他城镇，并且能与1A公路连接从而通往更多城市。